# Oke Göttlich

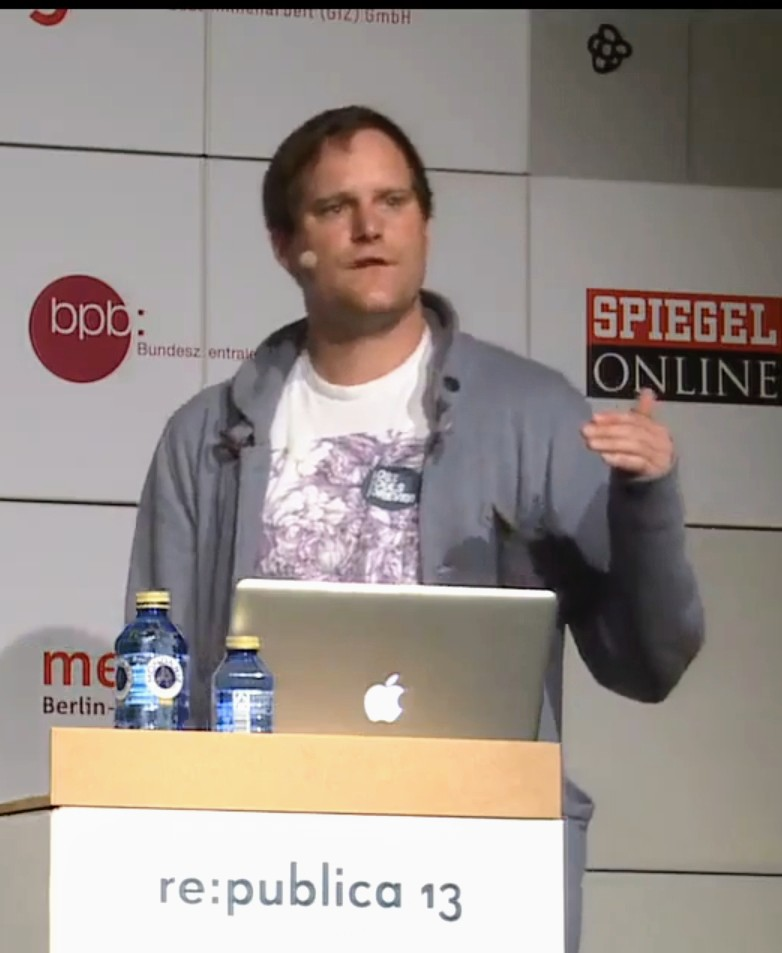
Oke Göttlich (2013)

Oke Göttlich (* 28. November 1975 in Hamburg) ist ein deutscher Unternehmer im Geschäftsbereich Musikvertrieb, Journalist und Sportfunktionär. Er ist Vereinspräsident des FC St. Pauli und Mitglied des DFL-Präsidiums.

## Lebenslauf
Oke Göttlich wurde 1975 in Hamburg-Barmbek geboren und wuchs am Vogelhüttendeich in Hamburg-Wilhelmsburg auf. Vom neunten bis zum achtzehnten Lebensjahr wohnte er im Seebadeort Sankt Peter-Ording. In der Erstligasaison 1990/91 besuchte er erstmals ein Fußballspiel des FC St. Pauli. Nach dem Erreichen der Hochschulreife im Jahr 1995 leistete er seinen Zivildienst in Heidelberg. Anschließend studierte er Sportwissenschaften an der Deutschen Sporthochschule Köln. Im Jahre 1999 gründete Göttlich zusammen mit Burnt Friedman das Musiklabel Nonplace Records, das elektronische Offbeat-Musik und Neofolk vertrieb. 2002 schloss er sein Studium mit dem Diplom ab.
Von 2002 bis 2003 arbeitete Göttlich als Sportredakteur bei der Freiburger Sonntagszeitung Zeitung zum Sonntag. 2003 war er Chef vom Dienst und Leiter des Sportteils Nord bei der Taz in Hamburg. Für die Taz berichtete er auch über den FC St. Pauli. Im Dezember 2003 gründete Göttlich zusammen mit Henning Thieß die digitale Vertriebsfirma Finetunes. Seit Oktober 2008 ist er Vorstandsvorsitzender beim Verband unabhängiger Musikunternehmen.
Am 16. November 2014 wurde Göttlich auf der Jahreshauptversammlung des FC St. Pauli mit 831 von 1064 möglichen Stimmen zu dessen Vereinspräsidenten gewählt.
Göttlich ist verheiratet und hat zwei Kinder.